# Closed Loop Marketing
Il Closed Loop Marketing (CLM) è un ambiente di reporting dove il risultato e l'impatto delle campagne di marketing può essere ottenuto mettendo in relazione l'attività di marketing con le vendite ed i ricavi ottenuti, permettendo il calcolo del ritorno sull'investimento (ROI) e chiudendo il ciclo tra le spese di marketing ed i ricavi generati.

## Generalità
Per avere successo nel creare un ambiente CLM, è necessario che l'azienda che lo adotta integri differenti piattaforme tecnologiche, riconcili differenti modelli di dati, e spinga i settori Vendite e Finance ad utilizzare definizioni comuni su termini/metriche quali cliente, ricavo, e costo.
Inoltre, è richiesta l'abilità d'integrare varie applicazioni e strumenti come il campaign management, l'analitica, il CRM, la gestione dei contenuti e la business intelligence. Se propriamente connessi, questi strumenti, attraverso un host, creano un modo di supportare il CLM.
Un sistema di CLM richiede infine che il dipartimento marketing comprenda i dati, i metodi di analisi e la tecnologia, le vendite comprendano la customer experience e l'IT comprenda che i sistemi possono funzionare correttamente, ma ancora non generare i dati di cui le altre funzioni hanno bisogno.